# Anisothecium elegans
Anisothecium elegans là một loài Rêu trong họ Dicranaceae. Loài này được (Duby) Thér. mô tả khoa học đầu tiên năm 1935.